# Механізм Янсена

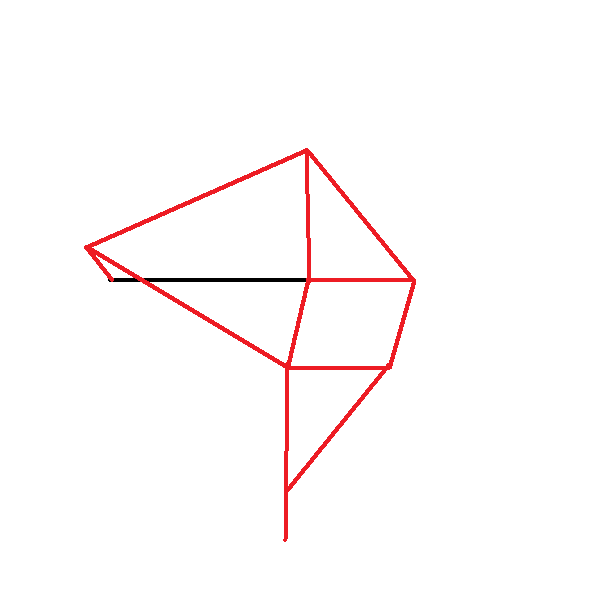
З'єднання Янсена. Коли коротка червона лінія з лівого кінця чорної лінії приводиться в обертальний рух довкола кінця чорної лінії, нога (вертикальна червона лінія знизу) виконує крокуючий рух.

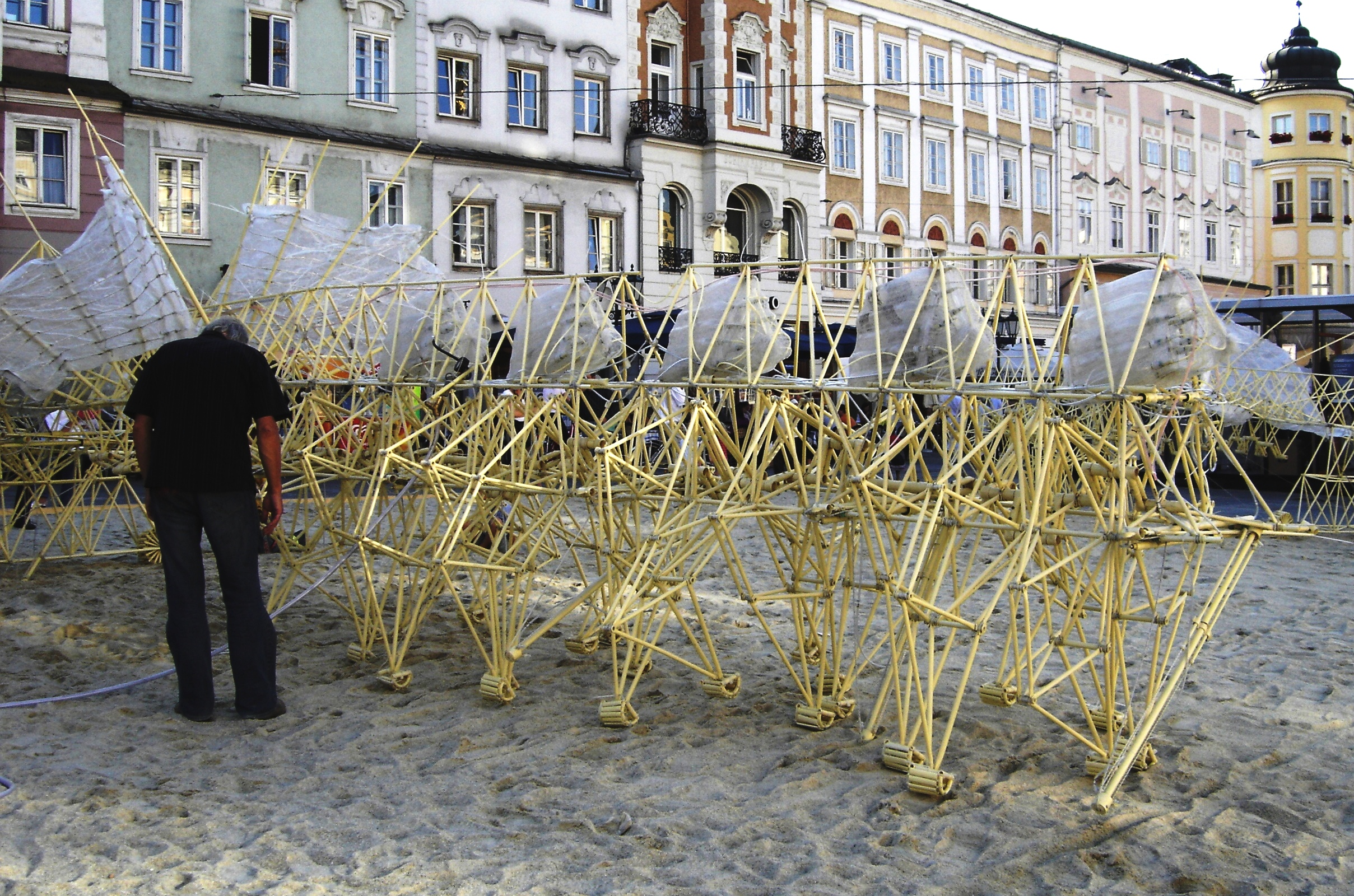
Кінематична скульптура Тео Янсена під назвою Strandbeest. Крокуюча машина, що приводиться в дію вітром.

Механізм Янсена або З'єднання Янсена — це механізм ноги, що створений кінетичним скульптором Тео Янсеном і симулює плавну ходьбу. Янсен використав свій механізм у декількох різноманітних кінетичних скульптурах, що відомі як Strandbeest (нідерландською: strand=пляж; beest=тварина, істота). З'єднання Янсена має як художню так і механічну цінність, оскільки воно відтворює ходу за допомогою простого обертового механізму.

## Ілюстрації

Анімація однієї ноги
Довжина ребер
Анімація шести ніг